# Tanguy Turgis
Pour les articles homonymes, voir Turgis.
Tanguy Turgis, né le 16 mai 1998 à Bourg-la-Reine, est un coureur cycliste français. En 2018, il passe professionnel au sein de l'équipe Vital Concept, mais doit mettre un terme à sa carrière en cours de saison en raison d'une malformation cardiaque. Ses frères Jimmy et Anthony sont également coureurs cyclistes.

## Biographie
En 2016, il se classe notamment troisième de Paris-Roubaix juniors.
En 2017, il signe un contrat de stagiaire avec l'équipe continentale professionnelle Cofidis. Cette opportunité lui offre la chance rare de pouvoir courir dans la même équipe professionnelle que ses deux frères ainés Jimmy et Anthony. Il rejoint l'équipe professionnelle Vital Concept pour la saison 2018. Dès sa première année, il participe à Paris-Roubaix qu'il termine 42e et où il devient à 19 ans et 10 mois, le plus jeune coureur à terminer la course depuis le Belge Roger Gyselinck (63e à 18 ans et 10 mois en 1939). 
Le 27 septembre 2018, il est hospitalisé à Rennes après avoir connu une alerte lors de la Famenne Ardenne Classic, une classique courue en Belgique. Le 5 octobre, son équipe, Vital Concept annonce l'arrêt de la carrière de Tanguy Turgis en raison d'une malformation cardiaque. Il était annoncé à 20 ans comme l'un des espoirs français sur les classiques,. En février 2020, le même problème cardiaque est diagnostiqué chez son frère Jimmy, qui doit également arrêter sa carrière à 28 ans.

## Palmarès sur route

### Par année
- 2013
  - 2e du Trio normand cadets
- 2015
  - Champion d'Île-de-France sur route juniors
  - 1re étape de la Route d'Éole
  - 2e de la Route d'Éole
- 2016
  - La Bernaudeau Junior
  - 3e étape du Tour du Pays de Vaud
  - 2e étape du Grand Prix Général Patton
  - Tour de l'Eure Juniors :
    - Classement général
    - 1reétape

  - Tour du Coglais
  - Tour de Loué-Brulon-Noyen
  - La Cantonale Juniors :
    - Classement général
    - 2e étape

  - 2e du Grand Prix Général Patton
  - 2e de la Nord-Charente Classic
  - 3e du championnat de France du contre-la-montre juniors
  - 3e de Paris-Roubaix juniors
  - 3e du Prix de la Saint-Laurent Juniors
- 2017
  - Circuit Het Nieuwsblad espoirs
  - 3e du Circuit de la vallée de la Loire

### Classements mondiaux
| Année           | 2017 |
| --------------- | ---- |
| UCI Europe Tour | 708e |

## Palmarès en cyclo-cross
- 2014-2015[7]
  - 2e de la Coupe de France de cyclo-cross juniors
- 2015-2016
  - Champion d'Île-de-France de cyclo-cross juniors
  - Coupe de France de cyclo-cross juniors #2, Quelneuc
  - Coupe de France de cyclo-cross juniors #3, Flamanville
  - 3e de la Coupe du monde de cyclo-cross juniors

## Distinctions
- Vélo d'or Juniors : 2015 et 2016